# Chrysopogon fuscus
Chrysopogon fuscus är en tvåvingeart som beskrevs av Clements 1985. Chrysopogon fuscus ingår i släktet Chrysopogon och familjen rovflugor.
Artens utbredningsområde är Northern Territory, Australien. Inga underarter finns listade i Catalogue of Life.